# 滚动的天空
《滾動的天空》是一個由猎豹移动公司開發的3D跑酷遊戲。《滾動的天空》玩法簡單，即透過拖動遊戲角色來躲避各種障礙物，且帶有物品收集的要素，容易上手，以及其有趣的玩法吸引大量玩家遊玩，同時也衍生出大量的自製作品。
遊戲於2016年1月20日發布，帶有5個原始關卡，早期版本由Turbo Chilli開發，從1.2.3版本往後經營權轉移至猎豹移动公司，後續於各版本更新中增添新關卡。遊戲初始僅為行動裝置設計，後於2020年2月20日上架Steam平台，供PC端遊玩，時隔不久，又於2020年7月3日發行Switch版本，朝多平台方向開發。

## 內容及玩法

### 關卡
《滾動的天空》擁有眾多關卡，大部分關卡帶有獨特的主題風格，且擁有相應的音樂。難度涵蓋範圍廣泛，共分為六種星級。收集要素方面，各個關卡場地中絕大部分含有10顆鑽石，二星以上大部分關卡更包含3個皇冠，有些關卡也有10神秘盒（隨機收集3皇冠、護盾或球），兩者可利用小球直接碰觸或靠近吸引來收集，增加關卡挑戰性，同時提升玩家的成就感。

### 玩法
遊戲旨在考驗玩家的手眼協調及反應的能力，玩家可以透過手指左右操控小球，使之避開各種障礙物並同時避免掉入虛空，直至達成關卡。除此之外，遊戲擁有角色系統，可將操控的物件從小球替換成不同造型的角色，而大部分的角色除了在外觀上有差異之外，也帶有不同的技能，如能夠以特定的概率觸發護盾或漂浮的能力，在遊玩時可免疫一次撞擊或掉落傷害。

### 道具
遊戲提供多種道具可在遊玩時使用，例如愛心、護盾、浮空、寶石及鑰匙等。愛心分為復活愛心及超級愛心，復活愛心可在玩家死亡之後回到上一個存檔點，相當於復活的功能，而超級愛心能夠在玩家死亡後原地復活。除此之外，無論是復活愛心或超級愛心皆會在復活後提供短暫的無敵時間，可免疫撞擊及掉落。護盾能在一局遊戲中免除一次撞擊傷害，而浮空則可免除一次掉落傷害，兩者皆可在關卡開始前及復活後使用。鑰匙與寶石皆作為永久解鎖關卡的道具，其差別在於鑰匙可於首次達成已擁有關卡後獲取，或於遊戲內商城以金錢購買，而寶石僅能透過金錢購買，正常情況下無法從免付費管道獲取。

### 音樂
《滾動的天空》大多數關卡的背景音樂是由獵豹移動公司團隊所製作的音樂，有少數關卡的音樂是由知名音樂製作者專門提供，例如F-777、TheFatRat、Tobu、Alan Walker和Marshmello等，其中，F-777的音樂是最早且最多被使用的。

## 知名度
《滾動的天空》曾進入由知名應用分析商App Annie發布的2016年8月全球手遊指數報告中的前十名下載排行榜，並在同月的美國區Google Play和App Store拿下遊戲下載量前十名的佳績。

## 下載
各應用市場提供的版本不相同。對於移動端，iOS用戶可透過App Store ，安卓用戶則可透過TapTap及各方應用商店下載。對於其他平台，PC可透過Steam購買，Switch用戶則可通過Nintendo eShop購買數位版或於它處購買實體版卡匣。目前Android系統可使用TapTap安裝或是在官方Discord下載APK安裝包。IOS用戶可透過App Store下載安裝。

## 發展
2020年2月，《滾動的天空》因違反Google政策規定被Google Play下架。

## 外部連結
- 官方网站